# ジェイク・グレイ
ジェイク・グレイ（Jake Grey、1984年2月17日 - 2021年12月19日）は、サモアの元ラグビーユニオン選手。

## プロフィール
- サモア・モトトゥア出身。
- ポジションはプロップ(PR)。
- 身長 180cm、体重 125kg
- サモア代表通算キャップ数は5でラグビーワールドカップ2015のサモア代表に選ばれた[1]。

## 略歴
2016年、エニセイSTMに加入。
2021年12月19日、死去。37歳没